# 浅賀正治
浅賀 正治（あさか まさじ、本名：浅賀正二、1953年 - ）は、日本の彫刻家（石彫家）、一般社団法人日本美術家連盟会員、日本ブルガリア協会理事、羽黒石材商工業協同組合理事、日本石材産業協会会員、株式会社綜合美術工房代表取締役社長。一級技能士　石材施工（石材加工作業）資格取得。いばらき観光マイスタ―S級資格取得。山形県東田川郡藤島町（現・鶴岡市）出身で、茨城県桜川市在住。

## 経歴
- 1953年、山形県東田川郡藤島町（現・鶴岡市）に生まれる。
- 1975年、太平洋美術学校彫刻科に学ぶ。
- 1976年、彫刻家・小金丸幾久に師事する。
- 1985年、第7回「ブルガリア・ガブロヴォ国際ビエンナーレ」に出展し、金賞を受賞する。
- 1987年、第8回「ブルガリア・ガブロヴォ国際ビエンナーレ」に出展し、入選する。
- 1992年、岩瀬石彫展覧館「ROCK MUSEUM」（県博物館協会加盟）を主宰開館する。
  - 「市民のための石彫講座」を開始する。
- 1994年、「アーティストインレジデンス―石彫千年の交感I」ジャティン・ヌリエフと2人展を開催する。
- 1996年、「アーティストインレジデンス―石彫千年の交感II」シバトコ・シロマシキと2人展を開催する。
  - ジョラム・マリガ講演会 国際交流基金文化人招聘プログラムを開催する。
- 1997年、茨城県より「茨城県国際交流奨励賞」を授与される。
- 1998年、「アーティストインレジデンス―石彫千年の交感III」ミラン・アンドレエフと2人展を開催する。
- 2000年、「アーティストインレジデンス―石彫千年の交感IV」イワン・ルセフと2人展を開催する。
- 2001年、山形県鶴岡市渡前地区文教施設計画実現記念モニュメント「千年の船」を制作する。
  - 国立オリンピック記念青少年総合センター支援事業"親子で石彫刻"講座。
  - 「TVチャンピオン  ― 千年のアート・全国石職人選手権 ―」（テレビ東京放送日：6月14日）に出場する。
  - 同番組の決勝ラウンドにて、巨大オブジェ「新島の夏の門」を制作する。
- 2002年、「アーティストインレジデンス―石彫千年の交感V」スネジャナ・シメオノヴァと2人展を開催する。
- 2003年、神奈川県大和市立大和小学校創立100周年記念モニュメント「きずな」を制作する。
- 2004年、ブルガリア共和国を初訪問し、ブルガリアの石の街・イリデンツィ石彫制作する。
  - ブルガリア共和国・文化大臣と「石の街に石の学校構想」について会談する。
  - ブルガリア共和国・文化大臣より「ブルガリア共和国名誉証」を授与される。
- 2005年、「アーティストインレジデンス―石彫千年の交感VI」ステファンルタコフと2人展を開催する。
  - 大洗ライオンズクラブ創立40周年記念事業にて、モニュメント「磯遊び」を制作する。
  - 独立行政法人国際交流基金より、第21回「国際交流基金地球市民賞」を授与される。
- 2008年　第23回国民文化祭　アーティスト・イン・レジデンス開催　「アーティストインレジデンス―石彫千年の交感Ⅶ」

　　　　　　キリル・メスキン展開催
                 ブルガリア派遣交流団現地石材での石匠７人制作建立事業　 同国外務省での交流展　
- 2014年    県立真壁高校非常勤講師～現在             「アーチストインローカルレジデンスー千年の交感Ⅷ」開催　エミル・バチイスキーと2人展              「アーチストインレジデンスー千年の交感Ⅸ」　ケイテイ・ジェイン展
- 2016年   ブルガリア共和国イコン絵画・刺繍展
- 2017年  「アーチストインローカルレジデンスー千年の交感Ⅹ」　 ヴェンツイスラフ・デイコフと２人展
- 2024年　アメリカロサンゼルス「ジョンミュアー校」にて石のモニュメント制作活動を指導する。
- 2024年  アーチスチトインレジデンス桜川　30周年記念レジデンス開催（ブルガリア共和国より石彫家）

## モニュメント
- 「いちご王国モニュメント」（栃木県宇都宮市栃木県庁広場）
- 「美土里農園いちごモニュメント」（栃木県茂木町）
- 「絵本大好き」（茨城県つくば市・桜川市）
- 「千年の船」（山形県鶴岡市立渡前小学校）
- 「復興モニュメント　鮟鱇」（茨城県北茨城市）
- 「きずな」（神奈川県大和市立大和小学校）
- 「石の芽」（茨城県土浦市かすみがうら総合運動公園）
- 「親子象」「象」（東京都錦糸町城東防災センター）
- 「石舞台」（桜川市総合運動公園）
- 「新島の夏の門」（新島）
- 「おもい－石にふれる－」（山形県山形市公園通り）
- 「MOKKORI－もっこり」（茨城県桜川市岩瀬）
- 奥野中央公園園名石（青森県青森市）
- 「磯遊び」（茨城県東茨城郡大洗町大洗わくわく科学館広場）

## 受賞歴
- 1985年、第7回「ブルガリア・ガブロボ国際ビエンナーレ」金賞受賞
- 1987年、第8回「ブルガリア・ガブロボ国際ビエンナーレ」入選
- 1997年、「茨城県国際交流奨励賞」受賞
- 2001年、「TVチャンピオン ― 千年のアート・全国石職人選手権 ―」
  - 第1ラウンド「リビングを飾るストーン家具勝負」（「生活を彩る小動物」制作）第3位
  - 決勝ラウンド「新島の夏 巨大オブジェ勝負」（「新島の夏の門」制作）第3位
- 2004年、「ブルガリア共和国名誉証」受賞
- 2005年、 第21回「国際交流基金地球市民賞」受賞（個人受賞は日本人初）
- 2011年　ブルガリア共和国より「ゴールデンセンチュリー賞」受賞
- 2019年　ブルガリア共和国外務省より「黄金の月桂樹賞」受賞